# Jacob van Baden (1407-1453)
Jacob van Baden (Hachberg, 15 maart 1407 — Mühlburg, 13 oktober 1453) was van 1431 tot 1453 markgraaf van Baden. Hij behoorde tot het huis Baden.

## Levensloop
Jacob was de oudste zoon van markgraaf Bernhard I van Baden en diens tweede gemalin Anna van Oettingen. Hij had diepe religieuze overtuigingen en was bekend voor het stichten van kerken. Hij stichtte een klooster in Fremersberg en was een belangrijke weldoener van de kapittelkerk van Baden-Baden. In 1431 volgde hij zijn vader op als markgraaf van Baden.
Door de richtlijnen van zijn vader konden slechts twee van de vijf zonen van Jacob beschouwd worden als erfgenamen van het markgraafschap Baden. Hierdoor kregen zijn drie jongere zoons van Jacob een religieuze opvoeding en zijn twee oudste zoons Karel I en Bernhard II een seculiere opleiding. De vierde zoon George, die een geestelijke loopbaan was begonnen, keerde na de dood van zijn vader in 1453 echter terug naar de wereldlijke macht en werd samen met zijn twee oudere broers markgraaf van Baden. In 1454 keerde George opnieuw terug naar de geestelijke stand om later bisschop van Metz te worden.
Jacob had het omgekeerde karakter van zijn vader. Zo beschreef paus Pius II hem als bekend onder de Duitsers voor zijn rechtvaardigheid en intelligentie. Voordat hij in 1431 markgraaf werd, bestuurde hij de familiebezittingen in het Hohenberg. Hij werd beschreven als een strijdlustige ridder en een zuinig staatshoofd die onder de Duitse vorsten populair was als bemiddelaar. Zowel keizer Sigismund als keizer Frederik III van het Heilige Roomse Rijk, onder wie hij diende, hadden ook veel respect voor hem.
Tijdens een erfstrijd die Jacob voerde, beviel zijn zus Agnes van een vroeggeboren kind dat voortgekomen was uit een relatie met een edelman uit Baden, waardoor ze wegvluchtte. Hierdoor verloor Jacob zijn claims op het hertogdom Sleeswijk. Hij was hier zo woedend om dat hij zijn zus Agnes tot aan haar dood liet opsluiten in het kasteel van Eberstein.
Toen in 1437 het verdrag van Sponheim geldig werd, bemachtigde Jacob bezittingen in de Moezelstreek. In 1442 kocht hij voor 30.000 gulden de helft van de heerschappen Lahr en Mahlberg.

## Huwelijk en nakomelingen
Op 25 juli 1422 huwde Jacob met Catharina van Lotharingen, dochter van hertog Karel II van Lotharingen. Ze kregen de volgende kinderen:
- Karel I (1427-1475), markgraaf van Baden
- Bernhard II (1428-1458), markgraaf van Baden
- Johan II (1430-1503), aartsbisschop van Trier
- Margaretha (1431-1457), getrouwd met Albrecht Achilles van Brandenburg
- George (1433-1484), markgraaf van Baden en bisschop van Metz
- Markus (1434-1478), kanunnik in Luik en Straatsburg
- Mathilde (1435/1439-1485), abdis in de abdij van Trier